# Flaminio De Mojà
Flaminio Giuseppe De Mojà (Reggio Calabria, 5 febbraio 1901 – Reggio Calabria, 21 marzo 1985) è stato un architetto e ingegnere italiano.

## Biografia
Flaminio Giuseppe De Mojà nacque a Reggio Calabria nel 1901. Si laureò in ingegneria civile e architettura e iniziò la sua carriera progettando edifici pubblici e privati. Durante il periodo fascista, realizzò diverse opere significative, tra cui l’ex Casa del Fascio di Reggio Calabria, oggi sede del Tribunale amministrativo regionale (TAR) e di uffici dell'Università Mediterranea di Reggio Calabria.

## Opere principali

### Ex Casa del Fascio di Reggio Calabria
Progettata negli anni '30, l’ex Casa del Fascio è considerata una delle opere più rappresentative di De Mojà. L’edificio, costruito nel 1935, rispecchia l’estetica razionalista tipica dell’epoca e fu successivamente destinato a usi istituzionali. Nel 2018 è stato dichiarato di interesse storico-artistico dal Ministero dei Beni e delle Attività Culturali e del Turismo.

### Palazzo De Mojà
L’architetto è anche noto per il progetto del Palazzo De Mojà, oggi sede di uffici e laboratori. Una parte del complesso è in corso di restauro grazie alla collaborazione con l'Accademia di Belle Arti di Reggio Calabria.